# Tanja Lasch
Tanja Lasch (née le 11 septembre 1975 à Weimar) est une chanteuse allemande.

## Biographie
Elle est la plus jeune fille de Burkhard Lasch, auteur et compositeur. Elle étudie la musique à la Hochschule für Musik Carl Maria von Weber Dresden et chante avec sa sœur Diana dans diverses formations (X-Pact, LTD) qui sortent des singles en allemand et en anglais.
En 2000, elles forment un duo. Elles sortent une dizaine de singles et apparaissent dans des singles de ARD, ZDF, RTL, Sat.1, MDR, FAB, Goldstar TV. Sur Goldstar TV, elle présente de 2000 à 2003 une émission musicale Erfrischend Deutsch.
Les deux sœurs tombent enceintes et mettent leurs carrières en pause. Tanja Lasch revient en solo à l'été 2005 avec le single Jedesmal.
Avec le producteur Stefan Pössnicker, elle reprend Die immer lacht de Kerstin Ott dans son style. Sa version live est plusieurs millions de fois sur YouTube.
Elle est l'épouse de Martin Marcell, membre du duo Fantasy.

## Discographie
Albums
- 2015 : Lebensecht
- 2017 : Herzkino

Singles
- 2005 : Jedesmal
- 2005 : Ich hab Dich nie vergessen
- 2006 : Ich träume nur
- 2006 : Sag ihr
- 2008 : Jugendliebe
- 2009 : Dann kamst Du
- 2010 : Er hat mich geliebt
- 2011 : Gloria
- 2012 : Dein Flug
- 2012 : Verdammt nochmal
- 2015 : Lebensecht
- 2016 : Die immer lacht
- 2016 : Komm nach Berlin

## Source de la traduction
- (de) Cet article est partiellement ou en totalité issu de l’article de Wikipédia en allemand intitulé « Tanja Lasch » (voir la liste des auteurs).